# Famorca
Famorca – gmina w Hiszpanii, w prowincji Alicante, we wspólnocie autonomicznej Walencja, o powierzchni 9,72 km². W 2011 roku liczyła 59 mieszkańców.